# أليكس لوران
أليكس لوران (بالفرنسية: Alex Laurent) (6 يونيو 1993 بلوكسمبورغ في لوكسمبورغ - ) هو لاعب كرة سلة لوكسمبورغي في مركز هجوم قوي الجسم.

## وصلات خارجية
- أليكس لوران على موقع الاتحاد الدولي لكرة السلة (الإنجليزية)
- أليكس لوران على موقع كرة السلة الأوروبية.كوم (الإنجليزية)
- أليكس لوران على موقع ريلجم (الإنجليزية)
- أليكس لوران على موقع بروبوليرز (الإنجليزية)